# Ilocosregionen

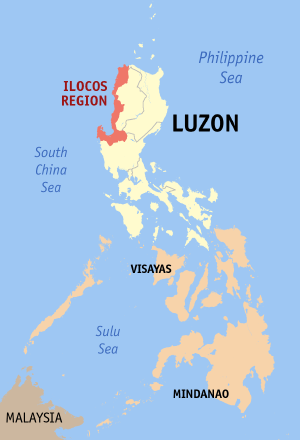
Ilocosregionens läge.

Ilocosregionen (region I, Sagor na Baybay na Luzon Region på pangasinan) är en region i norra Filippinerna med 4 777 900 invånare (2006) på en yta av 12 840 km². Den ligger på den smala slätten mellan bergskedjan Centralkordiljäran och Sydkinesiska sjön. Den är också belägen på den norra delen av den centrala Luzonslätten nordöst om Zambalesbergen. Regionhuvudstad är San Fernando. 
Den största vattenmassan är Lingayenbukten som innehåller en stor mängd öar, däribland Hundred Islands National Park. Norr om regionen finns Luzonsundet.
Floden Agno flyter genom Pangasinan och har sitt utlopp i Lingayenbukten. I närheten av Lingayen och Dagupan City bildar floden ett stort delta.
Regionen är idelad i de fyra provinserna La Union, Norra Ilocos (Ilocos Norte), Pangasinan och Södra Ilocos (Ilocos Sur). Dessa är uppdelade i totalt 117 kommuner samt 8 städer: Alaminos, Candon, Dagupan City, Laoag City, San Carlos City, San Fernando, Urdaneta och Vigan.
Språk som talas i regionen är ilokano, pangasinan, filipino och engelska.